# Darío Lezcano
Darío Lezcano Mendoza (ur. 30 czerwca 1990 w Asunción) – paragwajski piłkarz występujący na pozycji napastnika w meksykańskim klubie FC Juárez oraz w reprezentacji Paragwaju. W swojej karierze grał także w takich zespołach jak Sportivo Trinidense, FC Wil, FC Thun, FC Luzern oraz FC Ingolstadt 04. Znalazł się w kadrze na Copa América 2016.